# Свищов
Свищо̀в (изписване към 1873 година: Свѣщовъ; изписване до 1945 година: Свищовъ) е град в област Велико Търново, разположен на река Дунав в Централна Северна България. Той е административен и стопански център на едноименната община. По данни на ГРАО към 15 декември 2023 г. в града живеят 22 657 души по настоящ адрес и 23 151 души по постоянен адрес.
Град Свищов е родното място на писателя Алеко Константинов. Тук се намира шедьовърът на Колю Фичето – църквата „Света Троица“, която е сред най-ярките образци на църковната архитектура на българското Възраждане.

## География
Свищов е разположен на брега на река Дунав. Това е най-южната точка на река Дунав с най-вдаденото навътре в територията на България дунавско пристанище. Намира се на 236 км от столицата София, на 82 км от областния център Велико Търново, на 203 км от Силистра, на 77 км от Плевен и на 83 км от Русе.
На отсрещния румънски бряг се намира град Зимнич. Фериботът Свищов–Зимнич скъсява пътя за Западна Европа в сравнение с моста при Русе със 140 км и 4 часа заради избягването на натоварения трафик в румънската столица Букурещ. ГКПП „Свищов – фериботен терминал“ работи денонощно.
Най-високата точка на Свищов се намира в местността Бунар Болар – 239 м надморска височина.

## Население

### Численост на населението
Численост на населението според преброяванията през годините:
- 1880 – 11540 души;
- 1887 – 12481 души;
- 1910 – 13101 души.

| \| Година на преброяване \| Численост \| \| --------------------- \| --------- \| \| 1934 \| 12 082 \| \| 1946 \| 13 093 \| \| 1956 \| 18 448 \| \| 1965 \| 21 539 \| \| 1975 \| 29 430 \| \| 1985 \| 30 574 \| \| 1992 \| 30 404 \| \| 2001 \| 30 507 \| \| 2011 \| 30 157 \| \| 2021 \| 18 385 \| |           |
| Година на преброяване | Численост |
| 1934 | 12 082    |
| 1946 | 13 093    |
| 1956 | 18 448    |
| 1965 | 21 539    |
| 1975 | 29 430    |
| 1985 | 30 574    |
| 1992 | 30 404    |
| 2001 | 30 507    |
| 2011 | 30 157    |
| 2021 | 18 385    |

Населението на града към края на 2023 г. е 22657 жители, което го нарежда като трети по численост град в областта и втори по население необластен град в Северна България. По данни от преброяването от декември 2023 г. населението на града възлиза на 22657 души, което поставя града на трийсет и трето място в България.
Долната таблица показва изменението на населението на града в периода от 1887 година до 2009 година:
| Свищов | Свищов | Свищов | Свищов | Свищов | Свищов | Свищов | Свищов | Свищов | Свищов | Свищов | Свищов | Свищов | Свищов |
| --- | ------ | ------ | ------ | ------ | ------ | ------ | ------ | ------ | ------ | ------ | ------ | ------ | ------ |
| година | 1887   | 1910   | 1934   | 1946   | 1956   | 1965   | 1975   | 1985   | 1992   | 2001   | 2005   | 2009   |        |
| население | 12481  | 13101  | 12082  | 13093  | 18448  | 21539  | 29430  | 30550  | 30404  | 30591  | 33782  | 35923  |        |
| Източници: Национален статистически институт, „Citypopulation.de“, „Pop-stat.mashke.org“ и Географски институт при БАН |        |        |        |        |        |        |        |        |        |        |        |        |        |

### Преброяване на населението през 2011 г.
Численост и дял на етническите групи според преброяването на населението през 2011 г.:
Повечето от определили се за турци са хорахане рома(турски роми).
|                     | Численост | Дял (в %) |
| Общо                | 30 157    | 100,00    |
| Българи             | 23 591    | 78,22     |
| Турци               | 1982      | 6,57      |
| Цигани              | 26        | 0,08      |
| Други               | 92        | 0,30      |
| Не се самоопределят | 118       | 0,39      |
| Неотговорили        | 4348      | 14,41     |

## Административно деление
Градът е разделен на следните 8 квартала:
- Ж.К. Химик
- Ж.К. Гагарин
- Ж.К. Младост
- Ж.К. Симеон Ванков
- Ж.К. Стоян Ников
- Ж.К. Дунав
- Ж.К. Патриарх Евтимий
- Ж.К. Петър Ангелов

## Име
Днешното име на Свищов е свързано с названието Sistova, утвърдено в Австро-турския мирен договор от 4 – 5 август 1791 г., заменило турското наименование Zigit. Познат е като Ziştovi по времето на османското владичество, a румънското название е било: Şiştova. Етимологията е неясна. Може да се свърже с глагола свистя „за вятър", крепост изложена на ветровете. Евлия Челеби съобщава, че влашкият атаман Свищов построил крепостта, за да се противопостави на султан Мурад.

## История

### Античност
Поради специфичното географско разположение на града (най-южната точка на р. Дунав) тук през 48 г. сл. Хр. се настанява Осми Августовски легион, преименуван по-късно от Веспасиан на Първи Италийски легион (най-верният легион на императора). В околностите на днешния град Свищов по римско време е съществувало селище под името Нове (Novae), основан с Decretum Terris на император Веспасиан от 26 октомври 69 г., имащ площ от 44 хектара. Град Нове е построен във формата на петоъгълник.
След смъртта на Атила през 453 г., хуните се оттеглят в Азия и готите са се установили отново като основна сила на Балканския полуостров. След превземането на Белград (Сингидунум) през 471 г. и след походите си до Македония, Тесалия и Епир, Теодорих Велики избира Нове (днешен Свищов) за основен град и своеобразна столица на остроготите, като те се установяват там през 483 г. сл. Хр. След като остават по тези земи за известно време, Теодорих Велики пренасочва своите действия и интереси към експанзия на Апенинския полуостров, която се осъществява 10 години по-късно.

### Средновековие и Османски период
През Средновековието по времето на цар Иван Шишман се споменава крепостта под името Зибестова, която е била областен център. След 16 октомври 1444 г. сборната кръстоносна армия на Владислав III Ягело и Янош Хуняди успешно завладява Свищов.
През 1738 г. в Свищов (Систова) населението е преобладаващо турско. Договорът от Систова, подписан на 4 август 1791 г., слага край на Австро-турската война от 1787 – 1791.
През XIX век градът се превръща в едно от най-значимите долнодунавски пристанища, като през него се изнасят стоки за Русия и Средна Европа. По време на Руско-турската война (1806 – 1812) градът е опожарен от руските войски, а населението се преселва. Неофит Бозвели описва събитията в меморандум, изпратен до Високата порта.
Случилото се е описано и в дневника на Александър Ланжерон, който разказва за заповедта на генерал Николай Каменски към генерал Емануил Сен-При да разруши и изостави Свищов. Ланжерон пише:
| „ | Сен При много би искал да бъде освободен от изпълнението на тази варварска и напълно безполезна заповед, но той беше така точен и на него му бяха дали толкова малко време за изпълнението ѝ, че бедните обитатели, които бяха посрещнали нашите войски и ги бяха хранили, имаха само няколко часа, за да пренесат някои свои вещи от другата страна на Дунав, в Зимнич, и загубиха всички други неща, които изгоряха заедно с града. Много от тези нещастници бяха абсолютно разорени. Те построиха през зимата един град при Зимнич, който нарекоха Нов Свищов. | “ |

Пожарите унищожават и две големи православни църкви – „Свети Николай“ (днес „Свето Преображение“) и църквата „Св. Илия“. От 9-те православни метоха (вкл. този на манастира „Св. Екатерина“ от Синайския полуостров в Египет, на манастира „Зограф“ и др.) остава само този на Хилендарския манастир с църквата „Св. Апостоли Петър и Павел“. Оцелява и малката църква на калето „Св. Димитър“.
Към края на 1810 година, при рано настъпилата зима, реката замръзва, което позволява на населението да се завърне в опожарения град. В началото на 1811 година са възстановени 15 къщи, като Свищов постепенно става отново един от най-многолюдните градове по Дунав.
През 1812 година гражданите построяват славяно-елинското училище на Емануил Васкидович (даскал Манолаки). Пари за това дарява видният представител на чорбаджи Цанковия род – Филип Сакелариевич, председател на еснафа на кожарите във Виена. Църквата „Св. Николай“ е възстановена с ново име „Св. Преображение“ първоначално като дървена постройка. Църквата е построена отново от камък по-късно – през 1835 – 1836 г. Свищовлиите събират помощи вкл. от сръбския княз, който отпуска за строежа греди от своите гори. След 1820 г. градът се възражда, а въвеждането на парното корабоплаване по долната част на Дунав (1835 г.) му възвръща просперитета.
В началото на октомври 1829 година, по време на следващата война между Русия и Турция, частите на генерал-адютант Павел Кисельов, командващ руските войски в Дунавските княжества, които се завръщат от Габрово на път за Влашко, преминават през Свищов. Изследователят на града, протойерей Стефан Ганчев, пише в своята книга Свищовъ (приносъ за историята му), че градът отново е опустошен от руските войски, като този път е унищожена половината от него.
В Свищов с дарения от заможни българи е изградено първото в България читалище – „Еленка и Кирил Д. Аврамови“, през 1856 г. Тук Г. С. Раковски основава Тайното общество през 1853 г., като в устава е залегнала идеята знамето на освободена България да е с 3 цвята – бяло, зелено и червено.
Първата мелница в града е построена през 1860 година. През 1873 година износът от града достига 5 394 725 франка. В града работят над 200 магазии и 25 мелници, някои от които парни.

### Освобождение
На 15 юни 1877 година при Свищов главните сили на руската армия форсират и преминават Дунав по време на Руско-турската война от 1877 – 1878, като Свищов де факто става и първият освободен български град.
На мястото на десанта са издигнати паметници, увековечаващи освободителната мисия на Русия, както и загиналите там 812 души. Идеята възниква сред офицерите и войниците още по време на военните действия, а изграждането започва веднага след войната, през 1878 година, като руският император отпуска за целта 165 хиляди рубли. През 1881 година, по идея на Комитета за подпомагане на жертвите от войната, председателстван от Стоян Заимов, е издигнат и паметник на самия император Александър II, а в 1979 година – също монумент по повод 100-годишнината от тези събития. Днес цялата местност носи името „Паметниците“.

## Религия
Преобладаващата част от населението на гр. Свищов изповядва православие. Малка част от жителите на града се числи към римокатолическото изповедание, главно поради миграцията от някои от околните селища, които са изцяло католически (с. Ореш) или частично (гр. Белене, с. Драгомирово).
В града има и общност на Евангелската методистка епископална църква.

## Икономика
Пристанище. Химическа, електронна, строителна, консервна промишленост. Зърнени, технически култури.
През 2009 г. икономическата криза принуждава химическия завод „Свилоза“ да затвори основното си производство за целулоза. Производството на синтетични влакна е продължено от подразделение на групата „Е. Миролио“. Малка част от жителите работят в Зимнич в завод за биодизел, във „Винпром Свищов“, по поддръжката на площадката на АЕЦ Белене. Студентите допринасят в сферата на услугите.
- Супермаркет от веригата „Билла“
- Супермаркет от веригата „Т Маркет“

## Транспорт
Към Свищов води двулентов път, ремонтиран през 2011 година, който чрез ферибота Свищов–Зимнич свързва пътните мрежи на България и Румъния.
Свищов разполага с жп гара, железопътната линия го свързва с град Левски, а чрез него – със София, Варна, Горна Оряховица, Плевен и Русе.

### Пристанище Свищов
Известно е, че пристанище в землището на днешния Свищов съществува още от края на XVI век. В града съществува кей от 1878 г. През 1908 г. се провежда търг за строителство на пристанище. На 28 март същата година е сключен договорът с предприемача. До началото на Балканската война пристанището е довършено. Пристанището е изключително важно за развитието на Северно-централния регион. Тук спират търговски кораби, а също и малки туристически и пътнически кораби.

## Образование

### Висши училища
- Стопанска академия „Д. А. Ценов“
- Колеж по икономика и управление към СА „Ценов“
- Опитна станция за бързорастящи горскодървесни видове

### Студентски град
Свищов е градът в България, който с най-голямо основание може да бъде определен като „студентски“, т.е. средище на висшето образование, което играе най-важна роля. Другите 2 икономически висши училища, които съперничат на Стопанската академия „Д. А. Ценов“, са разположени във Варна (с поне 10 пъти по-голямо население) и в София (с около 40 пъти по-голямо население).
През учебния период Свищов може да се определи и като „най-младия“ град в България (единствен аналог е Студентският град в София), където оживлението не спира денонощно благодарение на хилядите студенти, колежани и гости на града.

### Средни училища
- Средно училище „Николай Катранов“
- Средно училище „Димитър Благоев“
- Средно училище „Цветан Радославов“
- Основно училище „Филип Сакелариевич“

### Гимназии
- Професионална държавна търговска гимназия „Димитър Хадживасилев“
- Свищовска професионална гимназия „Алеко Константинов“

### Детски градини
- Детска градина „Васил Левски“
- Детска градина „Чиполино“
- Детска градина „Калина Малина“
- Детска градина „Слънчо“
- Детска градина „Радост“

### Бивши учебни заведения
- Гимназия „Алеко Константинов“ (Свищов)
- Професионална гимназия „Проф. д-р Асен Златаров“ – Свищов
- Професионална гимназия по лека промишленост и строителство „Пеньо Пенев“
- Селскостопански техникум

### Читалище
Читалище „Еленка и Кирил Д. Аврамови“ – 1856“ е основано на 30 януари 1856 г. в Свищов по инициатива на Емануил Васкидович, Георги Владикин, Христаки Филчов и Димитър Начович. Първото театрално представление е изнесено на 1 февруари 1870-та година.

#### Творчество посветено на Свищов
Песен за Свищов по текст на Георги Драмбозов и музика на Чудомир Христов. Песента Здравей, Свищов от Марин Тачков.

## Забележителности
Сред най-красивите места около Свищов са уникалната планинска долина, т. нар."Свищовски балкан" (1 – 2 км от града), в която се намира и Свищовският манастир, местността „Паметниците“ на брега на Дунава и паркът около старата крепост в самия център.
В Свищов се намират следните забележителности от Стоте национални туристически обекта на БТС.
- Къща музей „Алеко Константинов“: отворена за посещения от 8 до 12 ч. и от 13 до 17 ч.; почивни дни събота (има дежурен) и неделя; има печат на БТС).
- Археологически и архитектурни паметници от Античността и Възраждането – Свищов в миналото е бил наричан „Кючук Париж“ (Малък Париж).
- Първо българско читалище „Еленка и Кирил Д. Аврамови“.
- Първи български хор „Янко Мустаков“
- Първо българско светско училище.
- Часовникова кула (1763)
- Късноантична, средновековна и османска крепост Зищова.

### Църкви
- „Свети Димитър“ (16 в.),
- „Света Троица“ (1867 – Н. Фичев, 1886 – Г.Кънев),
- католическа църква „Св. св. Кирил и Методий“
- „Свети Първоапостоли Петър и Павел“ (1644),
- „Свети свети Кирил и Методий“ (1873 – Г.Кънев) и др.
- „Свето Преображение“
- „Свети Пророк Илия“
- „Свето Възнесение“
- разрушената църква „Св. Архангели“
- параклис „Св. пророк Илия“

### Медии
- БТА
- Площад Алеко
- Актуално Свищов
- Свищов Инфо
- Вестник Дунавска Зора
- Вестник Дунавско Дело
- Нове ТВ
- Радио Жега 1

### Театри
Първото българско читалище „Еленка и Кирил Д. Аврамови“ се намира в малък, но красив салон. Представленията, изиграни там, радват много поколения свищовлии и гости на града. Местната самодейна трупа е сред най-изявените в България.

### Кино
- Кино от веригата „Latona Cinema“ към Стопанска академия „Д. А. Ценов“

### Музеи
- Експозиция, посветена на преминаването на р. Дунав от руските войски при Освобождението на България от османско владичество.
- Етнографска експозиция
- Археологическа експозиция
- Градски бит и култура (края на 19 – началото на 20 в.) – Самоковлиевата къща
- Къща музей „Алеко Константинов“
- Военно исторически музей „Главна квартира на руската армия“, с. Горна Студена

### Здравеопазване

#### МБАЛ „Д-р Димитър Павлович“ ЕООД гр. Свищов
На 1 юни 1879 в града се създава Второкласна болница. Пет години по-късно се построява болнична сграда. През 1938-ма година в болницата е внесен Първи рентгенов апарат. Градска поликлиника се открива през 1945-та година. Съвременната сграда, започва да се строи през 1970-та година.

## Редовни събития
Ежегодно в края на септември се провежда общоградският празник „Свищовски лозници“, съпроводен с множество културни и спортни мероприятия. Кулминацията на празника е в атрактивното за жителите и гостите на града дегустиране на вина и награждаване на винопроизводителите от региона.
- Пазарен ден – вторник, петък и неделя.

## Кухня
Свищов е известен с прочутите си рибни рецепти – вижте раздел „Рецепти от региона на Свищов“ в Готварска книга: Рецепти по държава и град.

## Спортни клубове
- ОФК Академик (Свищов)
- ФК Атлетик (Свищов)
- ФК Лато (Свищов)
- ФК Нове (Свищов)
- СКБИ „Академик“
- СК „Джудоспорт“ – Свищов
- СК „БОЛГ“ – Кикбокс и муай-тай – Свищов
- Карате клуб АЛЕКО – Свищов

- „Вело спорт Свищов“
- ХК „Нове 99“
- СКТМ „Нове – 2018“ – Свищов
- СКХТФ „Дунав“
- СК „Академик“ и Киокушин
- Свободна борба
- БК „Академик“ – Свищов
- БК „Алеко“ – Свищов
- Волейболен клуб „Свищов“
- Организация (Дружество) за Любителски Игри [{«Novae »}]
- Каяк клуб – Свищов

Спортни бази
- Академик (стадион, Свищов)
- Спортен комплекс „Свищов“
- Стадион НОВЕ АРЕНА

## Други
На 27 септември 2001 г. в Страсбург генералният секретар на Съвета на Европа д-р Валтер Швимер връчва Диплома за принос към европейския процес за град Свищов. Решението за удостояването на града с дипломата е взето на 26 април 2001 г. По този начин Свищов, който е бил пръв в много неща, става и първият и единствен български град, удостоен с европейска диплома.
Край Свищов на запад зад „Сортови семена“ с достъп по асфалтов път се намира каптиран горещ минерален сондаж за свободно ползване, GPS координати 43.621183 N 25.300461 E.

### Меценатство
Свищов е известен със своите меценати: търговска гимназия, стопанската академия и читалището в града са построени с дарени средства от богати свищовлии.

## Личности

### Кметове на Свищов
- Димитър Анев – (1878 г.)
- Гаврил Ненович – (януари – юни 1879 г.)
- К.А.Костантинов – (юли – декември 1879 г.)
- Тодор Икономов – (януари 1880 – юни 1881 г.)
- Мирон Бешков – (юни – октомври 1881 г.)
- Димитър Станчов – (16 октомври 1881 – 7 юли 1883 г.;26 август 1885 – 12 януари 1887 г.)
- Александър Шишманов – (18 юли 1883 – 24 август 1885 г.)
- Христо Теодоров – (13 май 1887 – декември 1893 г.)
- Владимир Божинов – (8 януари 1894 – май 1904 г.)
- Апостол Линков – (23 юни 1904 – 9 юли 1908 г.;21 септември 1912 – 31 август 1915 г.;10 ноември 1919 – 29 септември 1920 г.;1 август 1924 – 30 ноември 1925 г.)
- Никола Спасов – (29 октомври 1908 – 9 май 1911 г.)
- Атанас Велев – (1 август 1911 – 30 август 1912 г.)
- А. Пушкаров – (31 август – 22 септември 1915 г.)
- Киро Бояджиев – (25 септември 1915 – 31 декември 1917 г.)
- Недялко Гаврилов – (30 септември 1920 – 12 февруари 1921 г.)
- Евлоги Дамянов – (14 февруари – 5 август 1921 г.)
- Янко Лучев – (6 август 1921 – 4 юни 1923 г.)
- Николай Спасов – (19 юни 1923 – 30 юли 1924 г.)
- Аврам Капитанов – (30 ноември 1925 – 7 март 1932 г.)
- Георги Стоянов – (7 март 1932 – 2 октомври 1933 г.)
- Богдан Балашев – (2 октомври 1933 – 22 януари 1934 г.)
- Петър Станчев – (2 януари – 15 юни 1934 г.)
- Богдан Пенев – (3 юли 1934 – 30 декември 1943 г.)
- Цветан Стойнов – (1944 г.)
- Христофор Бояджиев – (1944 г.)
- Инж. Слави Славчев – (септември 1944-1945 г.)
- Христофор Бояджиев – (1945 – 1948 г.)
- Георги Радулов – (1948 – 1949 г.)
- Иван Кулинков – (1949 – 1950 г.)
- Никола Маринов – (1950 – 1962 г.)
- Петър Йорданов – (1962 – 1971 г.)
- Цветан Цветанов – (1971 – 1975 г.)
- Георги Божанов – (15 ноември 1975 – 16 юни 1986 г.)
- Иван Великов – (16 юни 1986 – 1 април 1987 г.)
- Цветан Цветанов – (1 април 1987 – октомври 1990 г.)
- Иван Бакърджиев – (1 октомври 1990 – 13 октомври 1991 г.)
- Красимир Кръстев – (20 октомври 1991 – 11 ноември 1994 г.)
- Николай Кузнецов – (12 ноември 1995 – 1999 г.)
- Станислав Благов – (1999 – 2015 г.)
- Генчо Генчев – (от ноември 2015 г. – )

### Видни и почетни граждани
- Филип Сакелариевич – дарител на училище, носещо неговото име
- Генерал Драгомиров – Освободител на Свищов
- Иван Шишманов – министър на народното просвещение
- Роман Аврамов – кум на Владимир Илич и Надежда Крупская
- Цветан Радославов – автор на текста на химна на Република България.
- Димитър Апостолов Ценов
- Алеко Константинов – юрист, авторът на „Бай Ганьо“
- Димитър Д. Вълев
- Академик проф. Георги Данаилов
- Александър Божинов
- Академик Николай Севастиянович Державин
- Павел Беляев
- Алексей Леонов
- Сава Атанасов Дълбоков
- з.а. Христо Арищиров
- Леонид Романович Аврамов
- Иван Марчевски – ректор на СА „Д.А.Ценов“
- Камен Тодоров Пенев
- Георги Василев Делиганев
- Проф. Васил Борисов Арнаудов – хоров диригент
- Проф. д-р Людвика Прес
- Ст.н. с. Мария Чичикова
- Проф. д-р Стефан Парницки – Пуделко
- з.м.с. инж. Иван Георгиев Вълчев
- Мария Даниловна Ванкова
- Маргита Черкезова – Савова
- Цанко Николаев Цветанов
- Май Мохамед Абдул-Дахаб – посланик на Арабска република Египет в България
- Марсел Тремо – извънреден и пълномощен посланик на Френската Република в Република България
- Мара Йорданова Грозева – пръв директор-жена на БНБ в НРБългария
- Мария Иванова Възланова
- Леонид Владимирович Керестеджиянц
- Татяна Владимирова Доорнинк
- Евгения Стоянова Хорверс
- Иван Станчов
- Захари Павлов Захариев
- Ангел Ботев
- Георги Данаилов
- Константин Казански
- Тодор Цветанов Кабакчиев
- Марта Руедас
- Проф. д-р Стефан Станев
- Валентин Михов
- Добра Христова Недялкова
- Жельо Замфиров Ангелов
- Красимир Банчев Дачев
- Проф. Иван Ганчев Донев
- Хенри Майнъс
- Доц. д-р Нено Павлов
- Доц. д-р Юлия Николова
- Проф. д-р ик. н. Радко Радков
- Йоан Никулае
- Петър Петров
- Проф. Георги Чапкънов
- Инж. Стефан Димитров
- Проф. д-р Делчо Порязов
- Апостол Янакиев, български революционер от ВМОРО, четник на Васил Пачаджиев[23]
- Атанас Дюлгеров, български революционер от ВМОРО, четник на Кръстьо Българията[24]
- Илия Костантинов, български революционер от ВМОРО, четник на Димитър Кирлиев[25]
- Илия К. Танев, революционер от ВМОРО, четник на Петър Ангелов[26]
- Илия Такев, революционер от ВМОРО, четник при Коце Алексиев[27]
- Никола Миманов, български революционер от ВМОРО, четник на Кръстьо Българията[28]
- Коста Кирев, революционер от ВМОРО, четник при Коце Алексиев[27]
- Петър Маринов, деец на ВМОРО, четник на Михаил Даев[29]

## Международни отношения
Свищов е побратимен град или партньор със следните градове.

### Побратимени градове
- Александрия, Телеорман, Румъния
- Биело поле, Черна гора
- Велес, Северна Македония от 2003
- Глухов, Украйна от 1996
- Зимнич, Телеорман, Румъния от 1998
- Кавайон, Франция от 1996
- Приеполе, Сърбия
- Тайджоу, Китай от 2002
- Фридженто, Италия от 2009
- Кременчуг, Украйна

### Сътрудничество
- Барселуш, Португалия от 2000
- Исмаилия, Египет от 2000

## Други
На Свищов е наречена улица в квартал „Банишора“ в София (Карта).